# HTC Desire Z
L'HTC Desire Z és un telèfon intel·ligent desenvolupat per HTC que va ser anunciat el 15 de setembre del 2010 i va ser llançat a Europa i al Canadà el novembre. Té les característiques de l'HTC Desire i de l'HTC Desire HD però incorpora un teclat QWERTY retràctil que facilita l'escriptura.